# Самопочуття
Самопочуття — загальний фізичний та моральний стан людини, який залежить від її здоров'я та настрою в даний момент
Самопочуття — це комплексний стан фізичного, емоційного та психічного благополуччя людини в конкретний момент часу. Воно відображає, як людина відчуває себе у всіх аспектах свого існування. Існують різні рівні самопочуття.
Здорове самопочуття є важливим для активного та задоволеного життя. Воно може залежати від різних чинників, таких як фізичне здоров'я, емоційний стан, ступінь стресу та задоволення від життя. Здатність слухати своє самопочуття та реагувати на нього може допомогти зберегти психофізіологічний баланс та покращити загальний рівень життєздатності.
Самопочуття це складний механізм, який об'єднує фізичний стан, емоції та рівень внутрішнього комфорту. Важливість здорового самопочуття важко переоцінити, оскільки воно є основою психологічного благополуччя.